# Campylomma verbasci
Campylomma verbasci är en insektsart som först beskrevs av Meyer-dür 1843.  Campylomma verbasci ingår i släktet Campylomma och familjen ängsskinnbaggar. Enligt den finländska rödlistan är arten nära hotad i Finland. Arten är reproducerande i Sverige. Artens livsmiljö är torra gräsmarker. Inga underarter finns listade i Catalogue of Life.